# U-Bahnhof Lipschitzallee

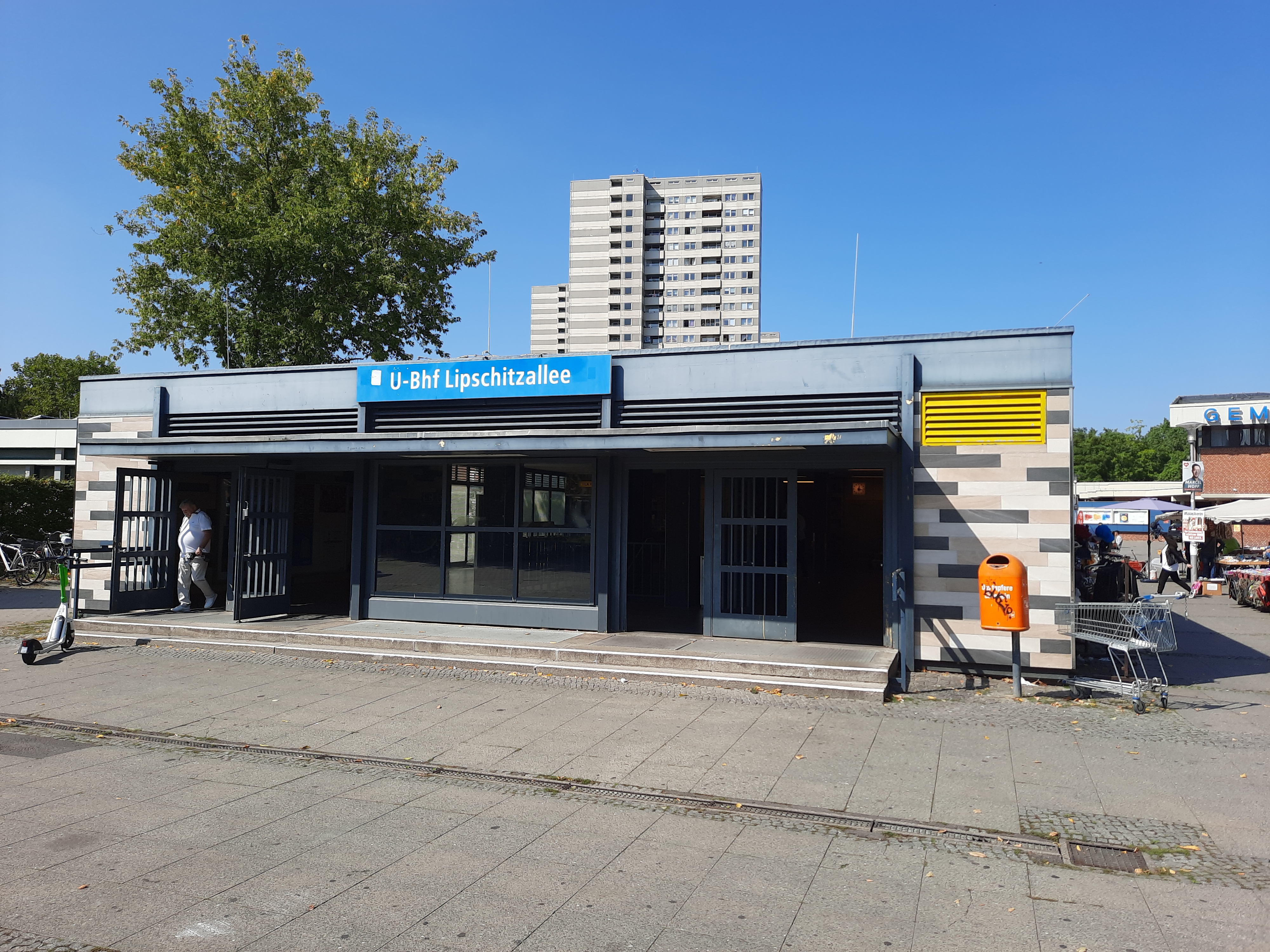
Bahnhofseingang an der Lipschitzallee

Der U-Bahnhof Lipschitzallee ist eine Station der Berliner U-Bahn-Linie U7. Die Station liegt mitten im Ortsteil Gropiusstadt quer zur gleichnamigen Straße, die ihren Namen nach dem SPD-Politiker Joachim Lipschitz hat. Der Bahnhof liegt direkt neben der St.-Dominicus-Kirche. Im Bahnhofsverzeichnis der BVG wird er als La bezeichnet.
Die Station wurde am 2. Januar 1970 im Zuge der Verlängerung bis zum Zwickauer Damm eröffnet. Der Entwurf stammt von Rainer G. Rümmler, der auf eine schlichte Gestaltung Wert legte. Eine Rolltreppe und ein nachträglich eingebauter Aufzug machen die Station barrierefrei.

## Anbindung
| Linie | Verlauf |
| ----- | --- |
|       | Rathaus Spandau – Altstadt Spandau – Zitadelle – Haselhorst – Paulsternstraße – Rohrdamm – Siemensdamm – Halemweg – Jakob-Kaiser-Platz – Jungfernheide – Mierendorffplatz – Richard-Wagner-Platz – Bismarckstraße – Wilmersdorfer Straße – Adenauerplatz – Konstanzer Straße – Fehrbelliner Platz – Blissestraße – Berliner Straße – Bayerischer Platz – Eisenacher Straße – Kleistpark – Yorckstraße – Möckernbrücke – Mehringdamm – Gneisenaustraße – Südstern – Hermannplatz – Rathaus Neukölln – Karl-Marx-Straße – Neukölln – Grenzallee – Blaschkoallee – Parchimer Allee – Britz-Süd – Johannisthaler Chaussee – Lipschitzallee – Wutzkyallee – Zwickauer Damm – Rudow |

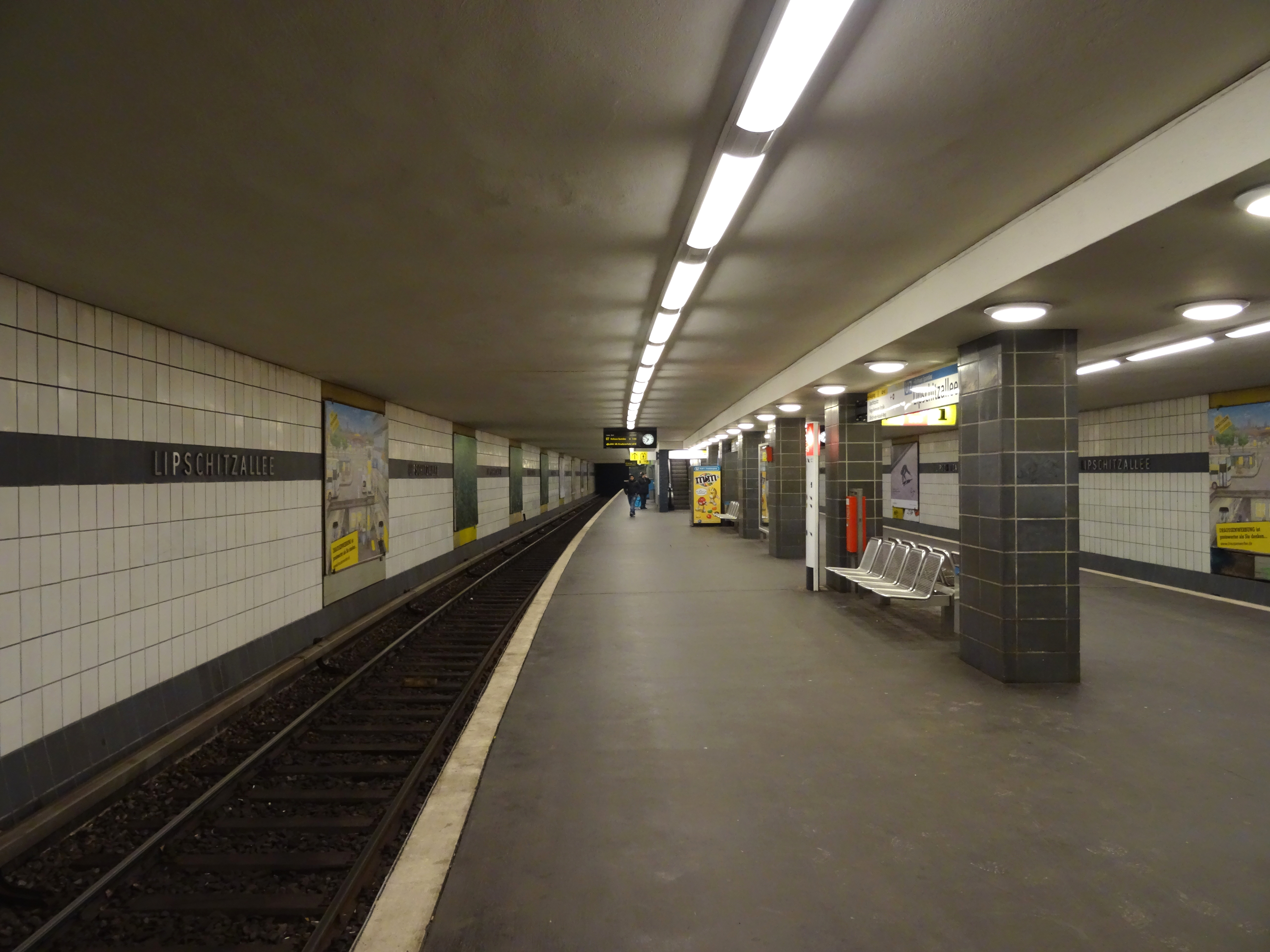
Bahnsteig

Der U-Bahnhof wird von der Linie U7 bedient. Es bestehen Umsteigemöglichkeiten zum Omnibusverkehr der Linie 744 der BVG.